# Dwight King
Dwight King (*5. července 1989) je bývalý kanadský profesionální hokejista, který v severoamerické lize NHL odehrál přes 350 utkání, s výjimkou konce sezóny 2016/2017 v dresu Montreal Canadiens všechny za Los Angeles Kings, s nimiž v letech 2012 a 2014 vyhrál Stanley Cup. 

## Hokejová kariéra

### Los Angeles Kings
King byl draftován jako 109. celkově týmem Los Angeles Kings v roce 2007. Předtím hrál pět let v týmu Lethbridge Hurricanes v severoamerické juniorské soutěži WHL.
Svůj profesionální debut King zažil v sezóně 2009/2010, když odehrál 20. utkání v ECHL za tým Ontario Reign. Zbytek sezóny a play-off odehrál v AHL za tým Manchester Monarsch.
Svůj první zápas v NHL hrál 17. listopadu 2010 proti týmu Columbus Blue Jackets. Svůj první gól v NHL zaznamenal 12. února 2012 v utkání proti Dallas Stars. 23. října 2013 vstřelil v zápase proti Phoenix Coyotes svůj první Hattrick. S Los Angeles Kings získal v letech 2012 a 2014 Stanley Cup.

### Montreal Candaiens
1. března 2017 byl King vyměněn do týmu Montreal Canadiens za 4. volbu v draftu NHL 2018. Po konci sezóny odešel na jeden rok do KHL, kde hrál za Avtomobilist Jekatěrinburg. Po následujících dvou sezónách za Graz 99ers v EBEL lize ukončil v roce 2020 profesionální hráčskou kariéru.

## Osobní život
Jeho bratr D. J. King je také bývalý profesionální hokejista. Je métiské národnosti.

## Klubové statistiky
| Sezona     | Klub                       | Soutěž     | Základní část | Základní část | Základní část | Základní část | Základní část | Play off | Play off | Play off | Play off | Play off |
| Sezona     | Klub                       | Soutěž     | Z             | G             | A             | B             | TM            | Z        | G        | A        | B        | TM       |
| ---------- | -------------------------- | ---------- | ------------- | ------------- | ------------- | ------------- | ------------- | -------- | -------- | -------- | -------- | -------- |
| 2004/06    | Lethbridge Hurricanes      | WHL        | 7             | 0             | 0             | 0             | 2             | 0        | 0        | 0        | 0        | 2        |
| 2005/06    | Lethbridge Hurricanes      | WHL        | 68            | 8             | 8             | 16            | 22            | 6        | 0        | 0        | 0        | 6        |
| 2006/07    | Lethbridge Hurricanes      | WHL        | 62            | 12            | 32            | 44            | 39            | —        | —        | —        | —        | —        |
| 2007/08    | Lethbridge Hurricanes      | WHL        | 72            | 34            | 35            | 69            | 56            | 19       | 8        | 6        | 14       | 12       |
| 2008/09    | Lethbridge Hurricanes      | WHL        | 64            | 25            | 35            | 60            | 51            | 11       | 1        | 7        | 8        | 2        |
| 2009/10    | Ontario Reign              | ECHL       | 20            | 4             | 5             | 9             | 9             | —        | —        | —        | —        | —        |
| 2009/10    | Manchester Monarchs        | AHL        | 52            | 10            | 16            | 26            | 42            | 16       | 2        | 7        | 9        | 4        |
| 2010/11    | Manchester Monarchs        | AHL        | 72            | 24            | 28            | 52            | 58            | 7        | 2        | 3        | 5        | 2        |
| 2010/11    | Los Angeles Kings          | NHL        | 6             | 0             | 0             | 0             | 2             | —        | —        | —        | —        | —        |
| 2011/12    | Manchester Monarchs        | AHL        | 50            | 11            | 18            | 29            | 20            | —        | —        | —        | —        | —        |
| 2011/12    | Los Angeles Kings          | NHL        | 27            | 5             | 9             | 14            | 10            | 20       | 5        | 3        | 8        | 13       |
| 2012/13    | Manchester Monarchs        | AHL        | 28            | 5             | 12            | 17            | 13            | —        | —        | —        | —        | —        |
| 2012/13    | Los Angeles Kings          | NHL        | 47            | 4             | 6             | 10            | 11            | 18       | 2        | 3        | 5        | 2        |
| 2013/14    | Los Angeles Kings          | NHL        | 77            | 15            | 15            | 30            | 18            | 26       | 3        | 8        | 11       | 20       |
| 2014/15    | Los Angeles Kings          | NHL        | 81            | 13            | 13            | 26            | 21            | —        | —        | —        | —        | —        |
| 2015/16    | Los Angeles Kings          | NHL        | 47            | 7             | 6             | 13            | 24            | 5        | 0        | 1        | 1        | 2        |
| 2016/17    | Los Angeles Kings          | NHL        | 63            | 8             | 7             | 15            | 10            | —        | —        | —        | —        | —        |
| 2016/17    | Montreal Canadiens         | NHL        | 17            | 1             | 0             | 1             | 2             | 6        | 0        | 0        | 0        | 0        |
| 2017/18    | Avtomobilist Jekatěrinburg | KHL        | 49            | 6             | 8             | 14            | 12            | 3        | 0        | 1        | 1        | 4        |
| 2018/19    | Graz 99ers                 | EBEL       |               |               |               |               |               |          |          |          |          |          |
| 2019/20    | Graz 99ers                 | EBEL       |               |               |               |               |               |          |          |          |          |          |
| NHL celkem | NHL celkem                 | NHL celkem | 365           | 53            | 56            | 109           | 98            | 75       | 10       | 15       | 25       | 37       |